# کاندا کورپوریشن
کاندا کورپوریشن (انگلیسی: QANDA Corporation) شرکت نرم‌افزار کره‌ای است، که در سال ۲۰۱۶ تأسیس شد.